# Federico I di Anhalt
Federico I Leopoldo Francesco Nicola di Anhalt (Dessau, 29 aprile 1831 – Ballenstedt, 24 gennaio 1904) fu duca di Anhalt dal 1871 al 1904.

## Biografia

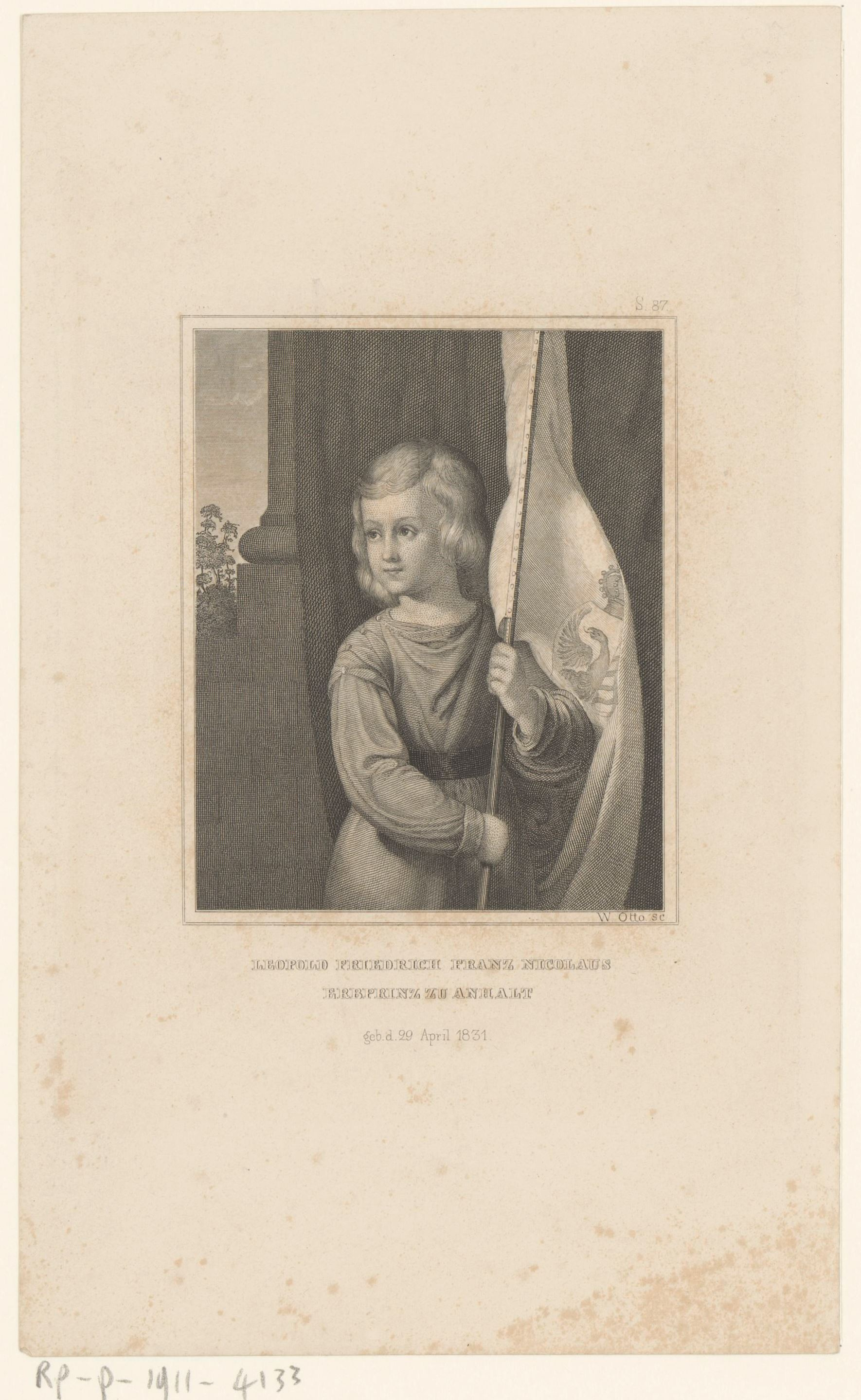
Il giovane principe Federico I di Anhalt in una litografia d'epoca

Federico era figlio del duca Leopoldo IV di Anhalt-Dessau e della principessa Federica di Prussia (1796–1850). Compì i propri studi a Bonn e all'Accademia di Ginevra e nel 1851 entrò nell'esercito prussiano come tenente nel 1º Reggimento di Guardia a Potsdam e nel 1853 venne trasferito a Dessau.
Nel 1864 si trovò a fianco del cognato, il principe Federico Carlo di Prussia, nella seconda guerra dello Schleswig. Nel 1867 divenne tenente generale à la suite dell'esercito prussiano, partecipando alla guerra franco-prussiana tra il 1870 ed il 1871 e combattendo nell'assedio di Toul, nella presa di Mont Valérien, nella battaglia di Beaumont ed in quella di Sedan. Per l'azione di Mont Valérien, nell'ambito dell'assedio di Parigi, ottenne la croce di ferro di II classe dal governo prussiano. Il 18 gennaio 1871 rappresentò suo padre alla proclamazione della nascita dell'Impero tedesco alla reggia di Versailles.
Il 22 maggio 1871, alla morte del padre, divenne duca di Anhalt (che comprendeva le terre degli antichi ducati di Anhalt-Dessau-Köthen-Bernburg). Il 16 agosto 1876 l'imperatore Guglielmo I di Germania nominò Federico comandante del 93º reggimento di fanteria prussiano.
Federico I morì a causa di un colpo apoplettico il 24 gennaio 1904 al castello di Ballenstedt. Gli succedette il figlio secondogenito Federico II dato che il primogenito, Leopoldo, gli era premorto. In sua memoria, lo scultore Ludwig Manzel creò una statua equestre in bronzo che venne inaugurata a Dessau nel 1907. Lo scultore berlinese Fritz Heinemann realizzò nel 1902 un busto alto 78 cm in marmo bianco di Carrara raffigurante il duca.

## Matrimonio e figli
Il 22 aprile 1854 Federico sposò la principessa Antonietta di Sassonia-Altenburg (17 aprile 1838-13 ottobre 1908), figlia del principe Edoardo di Sassonia-Altenburg († 1852). Da questo matrimonio nacquero sei figli:
- Leopoldo (18 luglio 1855-2 febbraio 1886), sposò il 26 maggio 1884 al castello di Philippsruhe la principessa Elisabetta d'Assia, dalla quale ebbe una figlia, Antonietta.
- Federico (19 agosto 1856-21 aprile 1918), sposò Maria di Baden
- Elisabetta (Wörlitz, 7 settembre 1857-Neustrelitz, 20 luglio 1933), sposò nel 1877 il granduca Adolfo Federico V di Meclemburgo-Strelitz
- Edoardo (Dessau, 18 aprile 1861-13 settembre 1918), sposò Luisa Carlotta di Sassonia-Altenburg
- Ariberto (Wörlitz, 18 giugno 1864-24 dicembre 1933, Monaco), sposò il 6 luglio 1891 al castello di Windsor la principessa Maria Luisa di Schleswig-Holstein.
- Alessandra (4 aprile 1868-26 agosto 1958), sposò nel 1897 il principe Sizzo di Schwarzburg

## Ascendenza
|                                  |                                  |                                           | Genitori                                               |  |  | Nonni |  |  | Bisnonni                      |  |  | Trisnonni                    |  |
|                                  |                                  |                                           |                                                        |  |  |       |  |  | Leopoldo III di Anhalt-Dessau |  |  | Leopoldo II di Anhalt-Dessau |  |
|                                  |                                  |                                           |                                                        |  |  |       |  |  | Leopoldo III di Anhalt-Dessau |  |  | Leopoldo II di Anhalt-Dessau |  |
|                                  |                                  | Gisella Agnese di Anhalt-Köthen           |                                                        |  |  |       |  |  | Leopoldo III di Anhalt-Dessau |  |  |                              |  |
| Federico di Anhalt-Dessau        |                                  |                                           |                                                        |  |  |       |  |  | Leopoldo III di Anhalt-Dessau |  |  |                              |  |
|                                  |                                  | Luisa di Brandeburgo-Schwedt              | Federico Enrico di Brandeburgo-Schwedt                 |  |  |       |  |  |                               |  |  |                              |  |
|                                  |                                  | Luisa di Brandeburgo-Schwedt              | Federico Enrico di Brandeburgo-Schwedt                 |  |  |       |  |  |                               |  |  |                              |  |
|                                  |                                  | Luisa di Brandeburgo-Schwedt              | Leopoldina Maria di Anhalt-Dessau                      |  |  |       |  |  |                               |  |  |                              |  |
| Leopoldo IV di Anhalt-Dessau     |                                  | Luisa di Brandeburgo-Schwedt              |                                                        |  |  |       |  |  |                               |  |  |                              |  |
|                                  |                                  | Federico V d'Assia-Homburg                | Federico IV d'Assia-Homburg                            |  |  |       |  |  |                               |  |  |                              |  |
|                                  |                                  | Federico V d'Assia-Homburg                | Federico IV d'Assia-Homburg                            |  |  |       |  |  |                               |  |  |                              |  |
|                                  |                                  | Federico V d'Assia-Homburg                | Ulrica Luisa di Solms-Braunfels                        |  |  |       |  |  |                               |  |  |                              |  |
| Amalia d'Assia-Homburg           |                                  | Federico V d'Assia-Homburg                |                                                        |  |  |       |  |  |                               |  |  |                              |  |
|                                  |                                  | Carolina d'Assia-Darmstadt                | Luigi IX d'Assia-Darmstadt                             |  |  |       |  |  |                               |  |  |                              |  |
|                                  |                                  | Carolina d'Assia-Darmstadt                | Luigi IX d'Assia-Darmstadt                             |  |  |       |  |  |                               |  |  |                              |  |
|                                  |                                  | Carolina d'Assia-Darmstadt                | Carolina del Palatinato-Zweibrücken-Birkenfeld         |  |  |       |  |  |                               |  |  |                              |  |
| Federico I di Anhalt             |                                  | Carolina d'Assia-Darmstadt                |                                                        |  |  |       |  |  |                               |  |  |                              |  |
|                                  | Federico Guglielmo II di Prussia | Augusto Guglielmo di Prussia              |                                                        |  |  |       |  |  |                               |  |  |                              |  |
|                                  | Federico Guglielmo II di Prussia | Augusto Guglielmo di Prussia              |                                                        |  |  |       |  |  |                               |  |  |                              |  |
|                                  | Federico Guglielmo II di Prussia | Luisa Amalia di Brunswick-Wolfenbüttel    |                                                        |  |  |       |  |  |                               |  |  |                              |  |
| Luigi di Prussia                 | Federico Guglielmo II di Prussia |                                           |                                                        |  |  |       |  |  |                               |  |  |                              |  |
|                                  |                                  | Federica Luisa d'Assia-Darmstadt          | Luigi IX d'Assia-Darmstadt                             |  |  |       |  |  |                               |  |  |                              |  |
|                                  |                                  | Federica Luisa d'Assia-Darmstadt          | Luigi IX d'Assia-Darmstadt                             |  |  |       |  |  |                               |  |  |                              |  |
|                                  |                                  | Federica Luisa d'Assia-Darmstadt          | Carolina del Palatinato-Zweibrücken-Birkenfeld         |  |  |       |  |  |                               |  |  |                              |  |
| Federica Guglielmina di Prussia  |                                  | Federica Luisa d'Assia-Darmstadt          |                                                        |  |  |       |  |  |                               |  |  |                              |  |
|                                  |                                  | Carlo II di Meclemburgo-Strelitz          | Carlo Ludovico Federico di Meclemburgo-Strelitz        |  |  |       |  |  |                               |  |  |                              |  |
|                                  |                                  | Carlo II di Meclemburgo-Strelitz          | Carlo Ludovico Federico di Meclemburgo-Strelitz        |  |  |       |  |  |                               |  |  |                              |  |
|                                  |                                  | Carlo II di Meclemburgo-Strelitz          | Elisabetta Albertina di Sassonia-Hildburghausen        |  |  |       |  |  |                               |  |  |                              |  |
| Federica di Meclemburgo-Strelitz |                                  | Carlo II di Meclemburgo-Strelitz          |                                                        |  |  |       |  |  |                               |  |  |                              |  |
|                                  |                                  | Federica Carolina Luisa d'Assia-Darmstadt | Giorgio Guglielmo d'Assia-Darmstadt                    |  |  |       |  |  |                               |  |  |                              |  |
|                                  |                                  | Federica Carolina Luisa d'Assia-Darmstadt | Giorgio Guglielmo d'Assia-Darmstadt                    |  |  |       |  |  |                               |  |  |                              |  |
|                                  |                                  | Federica Carolina Luisa d'Assia-Darmstadt | Maria Luisa Albertina di Leiningen-Dagsburg-Falkenburg |  |  |       |  |  |                               |  |  |                              |  |
|                                  |                                  | Federica Carolina Luisa d'Assia-Darmstadt |                                                        |  |  |       |  |  |                               |  |  |                              |  |